# Gołda Tencer
Gołda Tencer (sinh ngày 2 tháng 8 năm 1949 tại Łódź) là một diễn viên và ca sĩ người Ba Lan.
Gołda Tencer sinh ra trong một gia đình người Do Thái. Bà là con của Szmul và Sonia Tencer. Gołda Tencer tốt nghiệp một trường đào tạo diễn viên có tên Actors Studio ở Warsaw vào năm 1971. Năm 1984, nhờ được nhận học bổng của Chính quyền liên bang Hoa Kỳ, Gołda Tencer có cơ hội trải nghiệm công việc diễn viên sân khấu tại đất nước này.
Gołda Tencer hiện đang là diễn viên kiêm giám đốc của Nhà hát Do Thái ở Warsaw.

## Phim tiêu biểu
- 2007: Liebe nach Rezept – trong vai Rosha
- 2004: Alles auf Zucker! – trong vai Golda Zuckermann
- 1985: War and Love
- 1983: The Winds of War
- 1983: Haracz szarego dnia – trong vai Róża
- 1982: Hotel Polan und Seine Geste – trong vai Menasze
- 1982: Austeria – trong vai Blanka
- 1979: Komedianci
- 1979: Gwiazdy na dachu
- 1979: Dybuk – trong vai Lea
- 1979: Doktor Murek – trong vai Con gái của Kapelewicz
- 1979: David

## Bài hát
- Ballady i romanse
- Bei Mir Bistu Shein
- Cadikim
- Dieta
- Dudele
- Ejli, Ejli
- Fraytik Oyf Der Nakht
- Josl, Josl
- Kinder Jorn
- Mein Jidishe Mame
- Mein Shtetele Belz
- Rebeka
- Rebns Nysn
- Rozinkes mit Mandlen
- Sekrety drzew
- Varnitshkes
- Zemerl